# Йост-Ван-Дейк
Йост-Ван-Дейк (англ. Jost Van Dyke) — остров в западной части Британских Виргинских островов. Входит в состав архипелага Виргинские острова Малых Антильских островов.

## География
Остров Йост-Ван-Дейк расположен в восточной части Карибского моря, в 5 километрах северо-западнее острова Тортола. Площадь Йост-Ван-Дейка равняется 8 км²; он — наименьший из четырёх главных островов во владении Британские Виргинские острова. Длина острова — 6,5 км, его ширина — 2,4 км. Население острова — около 260 человек. Плотность населения — 32,50 чел./км². Административный центр — Грейт-Харбор.
Как и большинство Малых Антильских островов, Йост-Ван-Дейк вулканического происхождения и покрыт горами. В южной части острова находятся три бухты, активно используемые как стоянки любителями парусного спорта.

## История
Остров получил своё название по имени голландского пирата Йоста ван Дейка. Первыми постоянными поселенцами на острове были квакеры, разбившие здесь плантации сахарного тростника.

## Знаменитые островитяне
- Уильям Торнтон (1759—1828), архитектор и изобретатель
- Джон К. Летсом (1744—1815), физик